# Robert Gerhard

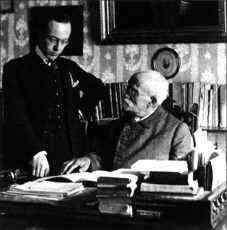
Robert Gerhard und Felip Pedrell, ca.1918.

Robert Gerhard i Ottenwaelder (* 25. September 1896 in Valls; † 5. Januar 1970 in Cambridge) war ein spanischer Komponist aus dem katalanischen Kulturbereich.

## Leben
Sein Vater Robert Gerhard stammte aus der Schweiz, seine Mutter Maria geb. Ottenwaelder aus dem Elsass. Sie hatten sich in Valls niedergelassen und betrieben einen Weinhandel.
Nach Kindheit und Schulausbildung in Spanien begann Robert Gerhard (jr.) im Alter von 12 Jahren auf Wunsch seines Vaters eine kaufmännische Ausbildung in Lausanne (Schweiz). Im Alter von 17 Jahren brach er sie jedoch ab und ging nach München, um an der Königlichen Akademie Musik zu studieren. Der Ausbruch des Ersten Weltkrieges zerstörte seine Pläne, und er kehrte nach Valls zurück.
Ab 1915 studierte er in Barcelona Klavier bei Enrique Granados und Komposition bei Felip Pedrell. Am 21. Oktober 1923 schickte er einen Brief an Arnold Schönberg mit der Bitte, als sein Schüler aufgenommen zu werden. Nachdem dieser zugestimmt hatte, reiste Gerhard sofort nach Wien und ließ sich dort nieder, um seinen Unterricht in Mödling zu erhalten. So wurde er der einzige spanische Schüler des Wiener Meisters und wurde Mitglied der Wiener Schule. Er folgte diesem nach Berlin, wo er in Schönbergs Meisterklasse an der Hochschule für Musik im Jahre 1928 sein Studium abschloss. Aus der Lehrer-Schüler-Beziehung wurde eine echte Freundschaft mit dem Wiener Meister bis zu dessen Tod, wie der vollständige Briefwechsel zwischen den beiden Komponisten zeigt.
Zurückgekehrt nach Spanien war er anfangs als Musikpädagoge in Barcelona tätig. Ab 1932 schloss sich seine Tätigkeit an der Katalanischen Bibliothek an. Hier wirkte er als Komponist und Dozent; darüber hinaus war er als Verleger katalanischer Musik tätig. In diese Zeit fiel auch seine Zusammenarbeit mit namhaften Künstlern wie Miró und Massine.
Mitte der 1930er Jahre emigrierte er wegen des Spanischen Bürgerkriegs nach Paris und später nach England. Dort ließ er sich letztlich in Cambridge nieder, da ihm die dortige Universität ein Stipendium gewährte. Neben seiner Tätigkeit an der University of Cambridge hielt er in den 1960er Jahren Gastvorträge in den USA.
In England fand er jedoch als Emigrant nur sehr schwer Anerkennung als Komponist. Der internationale Durchbruch seiner Werke sollte tatsächlich erst in den 1960er Jahren erfolgen; dies geschah hauptsächlich durch die Komposition von Auftragswerken und deren medienwirksame Aufführungen. 1960 nahm er die britische Staatsangehörigkeit an.
Robert Gerhard verstarb 1970 in Cambridge. Seine Handschriften und sein privates Archiv sind in der Cambridge University Library gelagert.

## Werk
Sein kompositorisches Schaffen ist sehr komplex. Es ist aufgrund seiner Herkunft geprägt von Elementen der katalanischen Volksmusik und deren Musizierweise. Andererseits spiegelt es auch seine musikalische Auseinandersetzung mit der Zwölftontechnik seines Lehrers Schönberg wider. Seine Kompositionen umfassen  Opern, Ballette, Suiten, Sinfonien und Lieder.

## Werke (Auswahl)

### Oper
- La Dueña (1945–49), konzertant 1951 bei den XXV. Weltmusiktagen (ISCM World Music Days) der Internationalen Gesellschaft für Neue Musik in Frankfurt a. Main uraufgeführt.[5]

### Ballette
- Ariel (1934), 1936 bei den XIV. Weltmusiktagen (ISCM World Music Days) der Internationalen Gesellschaft für Neue Musik in Barcelona aufgeführt.[5]
- Don Quixot (1940–41), rev. Fassung 1947 bei den XXI. Weltmusiktagen (ISCM World Music Days) der Internationalen Gesellschaft für Neue Musik in Kopenhagen/Lund aufgeführt.[5]
- Alegrías (1942)
- Pandora (1943–44)

### Orchesterwerke
- Sardana I (1928–29)
- Sardana II (1928–29)
- epithalamion für Orchester (1965–66)
- Suite für Orchester Nr. 2
- Violinkonzert (1942–43)
- Klavierkonzert (1951)
- Concerto for Orchestra (1964–65)

### Sinfonien
- Homenaje a Pedrell (Symphonie) (1940–41)
- Symphonie Nr. 1 (1952–53), 1955 bei den XXIX. Weltmusiktagen (ISCM World Music Days) der Internationalen Gesellschaft für Neue Musik in Baden-Baden aufgeführt.[5]
- Symphonie Nr. 2 (1957–59), rev. als Metamorphoses (1967–68)
- Symphonie Nr. 3 Collages (1960)
- Symphonie Nr. 4 New York (1967, rev. 1968)

### Kammermusik
- Sonate für Cello und Klavier (1956)
- Trio für Violine, Cello und Klavier (1918)
- Nonett (1956–57)
- Himnody (1963)
- Leo (1969), 1971 bei den XLV. Weltmusiktagen (ISCM World Music Days) der Internationalen Gesellschaft für Neue Musik in London aufgeführt.[5]
- Concerto for 8 (1962)
- Libra (1968)
- Gemini (1966)

### Klavierwerke
- Dos Apunts (1921–22)
- Soirees de Barcelone (1936–38)
- Tänze aus Don Quixote (1947)
- 3 Impromptus (1950)
- Alegrías für 2 Klaviere (1942)
- Pandora für 2 Klaviere & Percussion (1944)

### Lieder
- L'infantament meravellos de Schahrazada op. 1 (1916–17)
- 14 Cancons populars catalanes (1928–31), 1932 bei den X. Weltmusiktagen (ISCM World Music Days) der Internationalen Gesellschaft für Neue Musik in Wien aufgeführt.[5]
- L'Alta Naixença del Rei En Jaume (1932), 1933 bei den XI. Weltmusiktagen (ISCM World Music Days) der Internationalen Gesellschaft für Neue Musik in Amsterdam aufgeführt.[5]
- Cancionero de Pedrell (1941)
- The plague für Sprecher, gemischten Chor und Orchester (nach Albert Camus) (1963–64)

## Filmografie (Auswahl)
- 1952: Die Verblendeten (Secret People) mit Audrey Hepburn (Filmmusik)
- 1963: Lockender Lorbeer (This Sporting Life) (Filmmusik)